# مصطفى محمود (296753)
(296753) مصطفى محمود  (بالإنجليزية: (296753) Mustafamahmoud)‏ هو كويكب ينتمي لحزام الكويكبات الرئيسية. سمي تكريماً للعالم المصري مصطفى محمود.

## الوصف
(296753) مصطفى محمود هو كويكب تابع لحزام الكويكبات. تم اكتشافها في 19 أكتوبر 2009 في محطة زيلنشوكسكايا من قبل تيمور في كرياشكو.

تم تسميته تكريما للعالم المصري مصطفى محمود الذي أسس الجمعية الفلكية بمسجد محمود أول جمعية علمية في مصر لعلوم الفلك والفضاء عام 1981م.

## مقالات ذات صلة
- قائمة الكويكبات (296001-297000)
- حزام الكويكبات